# (9860) Archaeopteryx
(9860) Archaeopteryx (1991 PW9) – planetoida z pasa głównego asteroid okrążająca Słońce w ciągu 5,62 lat w średniej odległości 3,16 j.a. Odkryta 6 sierpnia 1991 roku.